# Pseudozizeeria okinawana
Pseudozizeeria okinawana är en fjärilsart som beskrevs av Matsumura 1929. Pseudozizeeria okinawana ingår i släktet Pseudozizeeria och familjen juvelvingar. Inga underarter finns listade.